# صفرية (زنبور)
صُفْرِيَّة (الاسم العلمي: Chalcis)، جنس حشرات من فُصيلة الصفراوية وقبيلة الصفراوات.

## الأنواع
وفقًا لموقع waspweb.org، يوجد 19 نوعًا في مناطق الإقليم المداري الإفريقي
- Chalcis amphilochus Walker, 1846 (سيراليون)
- Chalcis bicolor Bingham, 1902(زيمبابوي)
- Chalcis capensis Cameron, 1905 (جنوب إفريقيا)
- Chalcis ferox Kieffer, 1905 (مدغشقر)
- Chalcis flavitarsis Kieffer, 1905 (مدغشقر)
- Chalcis fuscus Schmitz, 1946 (جمهورية الكونغو الديمقراطية)
- Chalcis melanogastra Cameron, 1907 (جنوب إفريقيا)
- Chalcis melanospila Cameron, 1907 (جنوب إفريقيا)
- Chalcis microlinea Walker, 1862 (جنوب إفريقيا)
- Chalcis natalensis Cameron, 1907 (جنوب إفريقيا)
- Chalcis polyctor Walker, 1841 (جنوب إفريقيا)
- Chalcis pymi Cameron, 1905 (جنوب إفريقيا)
- Chalcis resus Walker, 1850 (سيراليون)
- Chalcis rotundata Cameron, 1905 (جنوب إفريقيا)
- Chalcis saussurei Kieffer, 1905 (مدغشقر)
- Chalcis spilopus Cameron, 1905 (جنوب إفريقيا)
- Chalcis transvaalensis Cameron, 1911 (جنوب إفريقيا)
- Chalcis vera Boucek, 1974 (جنوب إفريقيا، نامبيا)
- Chalcis visellus Walker, 1846 (سيراليون)